# Теодоальд
Теодоальд (фр. Théodoald; 708—717) — майордом Австразии (714—717) и Нейстрии (714—715).

## Биография
Теодоальд — сын Гримоальда Младшего, внук Пипина Геристальского, который ещё при жизни назначил его своим преемником. После смерти Пипина, скончавшегося в декабре 714 года, за шестилетнего Теодоальда управлять Франкским государством стала его бабка Плектруда.
Появление в дворцовом руководстве женщины и ребёнка стало сигналом к бунту для всех тех, кто с трудом выносил железную руку Пипина Геристальского. В их число вошли, прежде всего, именитые роды Нейстрии, которые выдвинули в майордомы своего ставленника Рагенфреда. В 715 году они бросили свою армию против сил Плектруды и нанесли ей сокрушительное поражение под Сен-Жан-де-Клюиз в Компьенском лесу.
После смерти Дагоберта III в 715 году они вызволили из монастыря монаха Даниила, сына Хильдерика II, чтобы провозгласить его королём под именем Хильперика II, оттеснив от трона сына усопшего короля, Теодориха IV. Рагенфред тут же отправил в отставку некоторых духовных лиц, поставленных Пипином Геристальским. Чтобы окончательно свести счёты с австразийцами, он вступил в союз с саксами и фризами, в частности, с недавно покорённым племенем прирейнских фризов, которые сразу после смерти Пипина были вовлечены королём Радбодом во всеобщее восстание.
Новые союзники договорились об организации в 716 году двух взаимно связанных экспедиций — фризской по реке, и нейстрийской по суше — в направлении Кёльна, служившего резиденцией Плектруды и Теодоальда. Фризы, опустошая всё на своём пути, первыми достигли Кёльна, и здесь в сражении нанесли поражение Карлу Мартеллу, новому вождю австразийцев. Вслед за этим Рагенфред добился, чтобы Плектруда выдала ему часть богатств, соответствующую доле Нейстрии и Бургундии в общей площади королевства. Однако на обратном пути войско Рагенфреда и Радбода было разбито войском Карла Мартелла в сражении на реке Амблев.
Во франкских анналах сообщается, что Теодоальд скончался в 717 году, но некоторые современные историки предполагают, что он мог умереть позже этой даты: в 723 или даже в 741 году.